# ジョー・コール
ジョゼフ・ジョン・"ジョー"・コール（Joseph John "Joe" Cole, 1981年11月8日 - ）は、イングランド・ウェストミンスター・パディントン出身の元サッカー選手、現サッカー指導者。元イングランド代表。現役時代のポジションはミッドフィールダー。

## 経歴

### クラブ
ウェストハム・ユナイテッドFCの下部組織で育ち、1999年に17歳でトップデビューを果たした。ウェストハムではキャプテンを努めるほどに成長したが、2002-03シーズンに自身の怪我もありチームは降格した。これを機に2003年8月6日、CL出場と代表定着のために660万ポンドでチェルシーFCに移籍。ロマン・アブラモヴィッチ体制初年度の注目選手の一人として背番号10番を背負ったが、クラウディオ・ラニエリ監督の下ではフアン・セバスティアン・ベロンら他の新加入選手の存在もあり不遇のシーズンになった。一方、ベロンからは、その技術の高さを絶賛された。
翌2004-05シーズンはジョゼ・モウリーニョの監督の就任に伴い、新たなポジションを得た。シーズン当初はサブとして起用されていたが、左ウイングのアリエン・ロッベンの負傷で、モウリーニョはダミアン・ダフを左ウイングへ回し、コールを右ウイングで起用した。この起用がはまり、持ち前のドリブルを生かしたプレーが増加。モウリーニョの指導で守備も改善し、フィジカル面でも成長を見せた。
2009-10シーズン終了後に契約満了によりチェルシーを退団し、7月19日にヨッシ・ベナユンと入れ替わる形でリヴァプールFCに移籍。移籍金なしの4年契約で、背番号はチェルシー在籍時と同じ10番。リヴァプールでは即戦力として期待されたものの、故障やロイ・ホジソン監督の戦術に適応できなかったこともあり思うような活躍は披露できなかった。2011年8月31日、リーグ・アンのリールへレンタル移籍。背番号はウェストハム在籍時と同じ26番。
2013年1月4日、ウェストハム・ユナイテッドにフリートランスファーで加入し約10年ぶりに復帰した。2014年5月に契約満了により退団し、同年7月にアストン・ヴィラFCに加入。契約期間は2年間。アストン・ヴィラでは出場機会に恵まれず、翌2015年10月16日にフットボールリーグ1（イングランド3部）のコヴェントリー・シティFCにレンタル移籍した。当初は35日間という短期契約であったが、その後、1月まで契約期間を延長し、2016年1月7日にはアストン・ヴィラとの契約を解消、完全移籍したことが発表された。契約期間は2015-16シーズン終了まで。
2016年5月4日、北米サッカーリーグ（アメリカ2部）のタンパベイ・ローディーズへの加入が発表された。7月16日のノースカロライナFC戦でアメリカデビューを果たすと、シーズン途中加入ながら9得点をあげる活躍を見せ、2016年のNASL年間ベストイレブンに選出された。2018年6月、選手兼任でアシスタントコーチに就任した
2018年11月13日、現役引退を発表。同年12月28日、古巣チェルシーに下部組織のコーチとして復帰した。2020年6月、退団していたことを明かした

### 代表
2001年5月25日のメキシコ戦にてフル代表デビューを果たす。2002 FIFAワールドカップのメンバーに選ばれたが途中出場のたった1度だけの出場に終わった。UEFA EURO 2004のメンバーにも選ばれたが大会では出場機会に恵まれなかった。
なかなかスタメンに定着できなかったが、モウリーニョ監督の下で成長を遂げると、イングランド代表の課題であった左ミッドフィールダーのポジションで頭角をあらわし2006 FIFAワールドカップ予選でも活躍を見せた。本戦においても、スウェーデン戦でゴール前のこぼれ球から胸トラップし、ドライブ回転のかかったロングシュートを記録した。
ファビオ・カペッロ監督の下、2010 FIFAワールドカップで代表メンバー入りした。背番号は11番。

## 個人成績
| クラブ                        | シーズン     | リーグ              | リーグ | リーグ | FA杯 | FA杯   | リーグ杯 | リーグ杯 | その他 | その他 | 通算 | 通算   |
| クラブ                        | シーズン     | ディビジョン        | 出場   | ゴール | 出場 | ゴール | 出場     | ゴール   | 出場   | ゴール | 出場 | ゴール |
| ----------------------------- | ------------ | ------------------- | ------ | ------ | ---- | ------ | -------- | -------- | ------ | ------ | ---- | ------ |
| ウェストハム・ユナイテッド    | 1998-99      | プレミアリーグ      | 8      | 0      | 1    | 0      | 0        | 0        | —      | —      | 9    | 0      |
| ウェストハム・ユナイテッド    | 1999-2000    | プレミアリーグ      | 22     | 1      | 1    | 0      | 4        | 1        | 5      | 0      | 32   | 2      |
| ウェストハム・ユナイテッド    | 2000-01      | プレミアリーグ      | 30     | 5      | 4    | 0      | 2        | 0        | —      | —      | 36   | 5      |
| ウェストハム・ユナイテッド    | 2001-02      | プレミアリーグ      | 30     | 0      | 3    | 1      | 0        | 0        | —      | —      | 33   | 1      |
| ウェストハム・ユナイテッド    | 2002-03      | プレミアリーグ      | 36     | 4      | 2    | 1      | 2        | 0        | —      | —      | 40   | 5      |
| ウェストハム・ユナイテッド    | クラブ通算   | クラブ通算          | 126    | 10     | 11   | 2      | 8        | 1        | 5      | 0      | 150  | 13     |
| チェルシー                    | 2003-04      | プレミアリーグ      | 35     | 1      | 3    | 0      | 3        | 2        | 9      | 0      | 50   | 3      |
| チェルシー                    | 2004-05      | プレミアリーグ      | 27     | 8      | 3    | 0      | 6        | 0        | 9      | 1      | 45   | 9      |
| チェルシー                    | 2005-06      | プレミアリーグ      | 34     | 8      | 6    | 2      | 1        | 0        | 7      | 1      | 48   | 11     |
| チェルシー                    | 2006-07      | プレミアリーグ      | 13     | 0      | 2    | 0      | 2        | 1        | 7      | 1      | 24   | 2      |
| チェルシー                    | 2007-08      | プレミアリーグ      | 33     | 7      | 3    | 0      | 5        | 1        | 14     | 2      | 55   | 10     |
| チェルシー                    | 2008-09      | プレミアリーグ      | 14     | 2      | 2    | 0      | 0        | 0        | 4      | 1      | 20   | 3      |
| チェルシー                    | 2009-10      | プレミアリーグ      | 26     | 2      | 5    | 0      | 3        | 0        | 5      | 0      | 39   | 2      |
| チェルシー                    | クラブ通算   | クラブ通算          | 182    | 28     | 24   | 2      | 20       | 4        | 55     | 6      | 281  | 40     |
| リヴァプール                  | 2010-11      | プレミアリーグ      | 20     | 2      | 0    | 0      | 0        | 0        | 12     | 1      | 32   | 3      |
| リヴァプール                  | 2012-13      | プレミアリーグ      | 6      | 1      | 0    | 0      | 1        | 0        | 3      | 1      | 10   | 2      |
| リヴァプール                  | クラブ通算   | クラブ通算          | 26     | 3      | 0    | 0      | 1        | 0        | 15     | 2      | 42   | 5      |
| LOSCリール (loan)             | 2011-12      | リーグ・アン        | 32     | 4      | 3    | 3      | 2        | 2        | 6      | 0      | 43   | 9      |
| ウェストハム・ユナイテッド    | 2012-13      | プレミアリーグ      | 11     | 2      | 1    | 0      | 0        | 0        | —      | —      | 12   | 2      |
| ウェストハム・ユナイテッド    | 2013-14      | プレミアリーグ      | 20     | 3      | 0    | 0      | 5        | 0        | —      | —      | 25   | 3      |
| ウェストハム・ユナイテッド    | クラブ通算   | クラブ通算          | 31     | 5      | 1    | 0      | 5        | 0        | —      | —      | 37   | 5      |
| アストン・ヴィラ              | 2014-15      | プレミアリーグ      | 12     | 1      | 2    | 0      | 1        | 0        | —      | —      | 15   | 1      |
| アストン・ヴィラ              | 2015-16      | プレミアリーグ      | 0      | 0      | 0    | 0      | 1        | 0        | —      | —      | 1    | 0      |
| アストン・ヴィラ              | クラブ通算   | クラブ通算          | 12     | 1      | 2    | 0      | 2        | 0        | —      | —      | 16   | 1      |
| コヴェントリー・シティ (loan) | 2015-16      | フットボールリーグ1 | 7      | 1      | 0    | 0      | 0        | 0        | —      | —      | 7    | 1      |
| コヴェントリー・シティ        | 2015-16      | フットボールリーグ1 | 15     | 1      | 0    | 0      | 0        | 0        | —      | —      | 15   | 1      |
| コヴェントリー・シティ        | クラブ通算   | クラブ通算          | 22     | 2      | 0    | 0      | 0        | 0        | —      | —      | 22   | 2      |
| タンパベイ・ローディーズ      | 2016         | 北米サッカーリーグ  | 24     | 9      | 2    | 0      | —        | —        | —      | —      | 26   | 9      |
| タンパベイ・ローディーズ      | 2017         | 北米サッカーリーグ  | 28     | 7      | 1    | 0      | —        | —        | —      | —      | 29   | 7      |
| タンパベイ・ローディーズ      | 2018         | 北米サッカーリーグ  | 30     | 4      | 1    | 0      | —        | —        | —      | —      | 31   | 4      |
| タンパベイ・ローディーズ      | クラブ通算   | クラブ通算          | 82     | 20     | 4    | 0      | —        | —        | —      | —      | 86   | 20     |
| キャリア通算                  | キャリア通算 | キャリア通算        | 513    | 73     | 45   | 7      | 38       | 7        | 81     | 677    | 95   |        |

1. ↑  UEFAインタートトカップ
2. 1 2 3  UEFAヨーロッパリーグ (UEFAカップ)
3. 1 2 3 4 5 6 7 8  UEFAチャンピオンズリーグ
4. 1 2  FAコミュニティ・シールド

## 代表歴

### 出場大会
- イングランド代表
  - 2002 FIFAワールドカップ
  - 2006 FIFAワールドカップ
  - 2010 FIFAワールドカップ

### 試合数
- 国際Aマッチ 56試合 10得点（2001年-2010年）[29]

| イングランド代表 | 国際Aマッチ | 国際Aマッチ |
| 年               | 出場        | 得点        |
| ---------------- | ----------- | ----------- |
| 2001             | 1           | 0           |
| 2002             | 7           | 0           |
| 2003             | 5           | 2           |
| 2004             | 6           | 0           |
| 2005             | 10          | 2           |
| 2006             | 9           | 2           |
| 2007             | 9           | 1           |
| 2008             | 6           | 3           |
| 2009             | 0           | 0           |
| 2010             | 3           | 0           |
| 通算             | 56          | 10          |

## 人物
- 実家は果物屋。
- 一家揃ってチェルシーのファンで、自身も少年時代からの大ファン。
- テレビゲームが好きで、PS2ゲームのプロエボリューションサッカー（ウイニングイレブン）が得意。チェルシー時代にジョン・テリーが催したチーム内の大会で優勝し自前のトロフィーを獲得したという。
- ジョゼ・モウリーニョの手により才能をさらに開花させたが、モウリーニョの指導で最も大きかったのは、「食事改善」であったと語っている。
- ブラジルの英雄のジーコをアイドル視しており、パソコンのスクリーンセーバーをジーコにしているという。
- クロスがよく相手ディフェンダーの手に当たってPKになることから、「ハンド取りの名人」と呼ばれたことがある。
- 2009年6月20日に、カーリー・ザッカーと結婚。9月15日に、妊娠を発表。2010年3月18日に、第一子となる女の子が誕生しタチアナと命名。
- 2009年シーズンは右膝十字靭帯を損傷した。
- また、解説者としても知的な側面を見せていた。

## タイトル

### クラブ
チェルシー
- プレミアリーグ：3回 (2004-05, 2005-06, 2009-10)
- FAカップ：3回 (2006-07, 2008-09, 2009-10)
- リーグカップ：2回 (2004-05, 2006-07)
- コミュニティーシールド：2回 (2005, 2009)